# Erateina leptocircata
Erateina leptocircata är en fjärilsart som beskrevs av Achille Guenée 1858. Erateina leptocircata ingår i släktet Erateina och familjen mätare. Inga underarter finns listade i Catalogue of Life.